# Le false vergini
Le false vergini (La casa de las mil muñecas) è un film del 1967 diretto da Jeremy Summers.
È un film giallo spagnolo e tedesco con Vincent Price, Martha Hyer e George Nader.

## Trama
Stephen Armstrong in vacanza con la moglie in Spagna incontra un vecchio amico disperato perché la fidanzata è stata rapita da una banda capitanata dal mago Manderville e la sua complice Rebecca che rapiscono giovani donne per alimentare la tratta delle bianche.

## Produzione
Il film, diretto da Jeremy Summers su una sceneggiatura di María del Carmen Martínez Román e Harry Alan Towers con il soggetto dello stesso Román, fu prodotto da Harry Alan Towers per la Constantin Film Produktion e la Producciones Cinematográficas Hispamer Films e girato a Ceuta e a Madrid in Spagna.

## Distribuzione
Il film fu distribuito in Spagna dal 3 giugno 1968 al cinema dalla As Films S.A. con il titolo La casa de las mil muñecas.
Alcune delle uscite internazionali sono state:
- negli Stati Uniti l'8 novembre 1967 (première)
- in Germania Ovest il 7 dicembre 1967
- negli Stati Uniti il 13 marzo 1968 (House of 1000 Dolls)
- in Ungheria (Az ezer öröm háza)
- nel Regno Unito (House of a Thousand Dolls)
- in Italia (Le false vergini)